# Raffaele Conflenti
Raffaele Conflenti, né le 4 décembre 1889 à Cosenza, Italie, et mort le 16 juillet 1946 à Cosenza, était un ingénieur aéronautique italien et concepteur d'avions. Au cours de sa carrière, il a travaillé pour les plus importants constructeurs aéronautiques en Italie. Il a conçu un grand nombre d'avions civils et militaires, y compris des hydravions à coque, des avions de course, des avions d'entraînement et des chasseurs.